# Wohnstallhaus Kirchstraße 17 (Frankenbach)

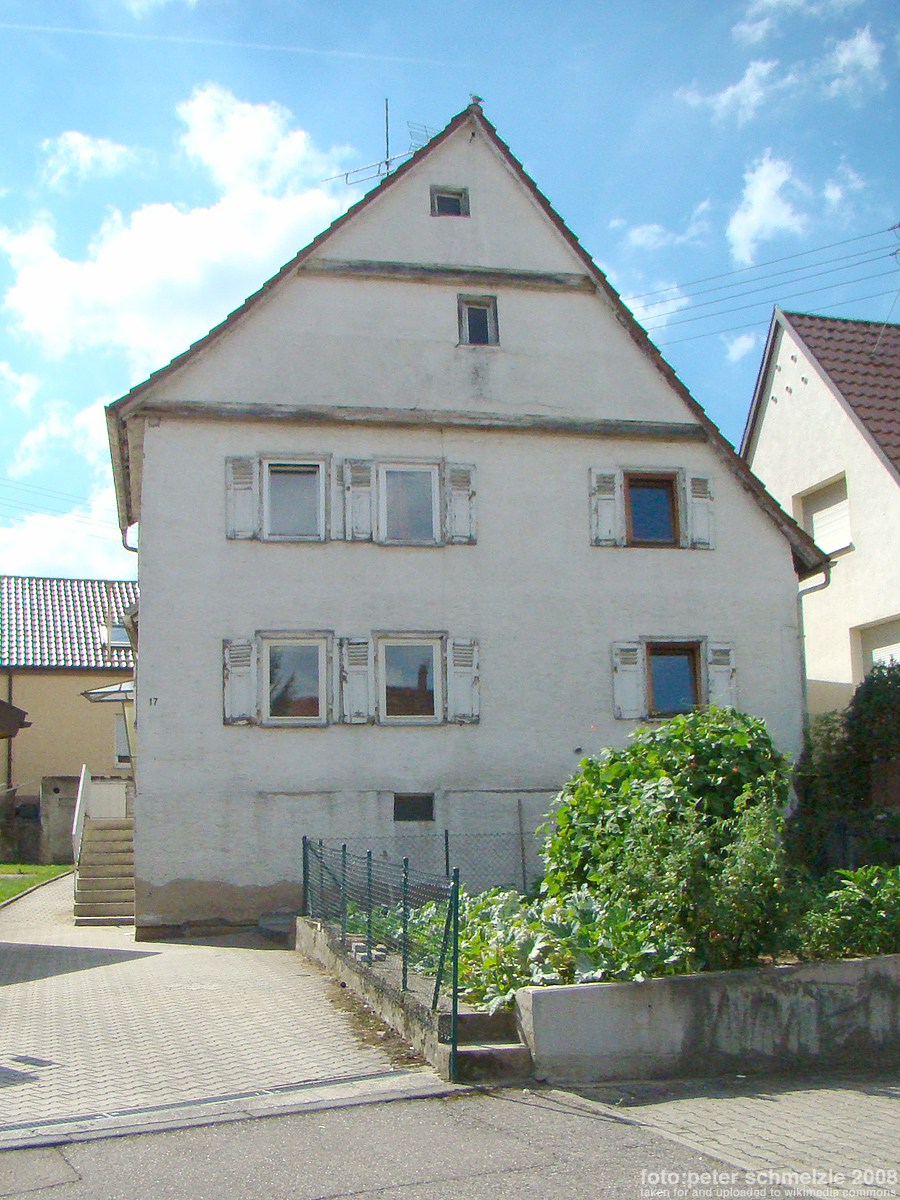
Wohnstallhaus Kirchstraße 17

Das Wohnstallhaus an der Kirchstraße 17 im Heilbronner Stadtteil Frankenbach ist ein Kulturdenkmal.
Das Gebäude ist ein einstöckiger verputzter Fachwerkbau, der im 17. Jahrhundert errichtet worden ist. Der Stall des Gebäudes befand sich einst im Keller. Im Jahre 1899 wurde einseitig das Dachgeschoss erhöht. Dadurch wurde ein zweites Geschoss auf der Seite des erhöhten Daches geschaffen.